# Kypello Ellados 1990-1991
La Coppa di Grecia 1990-1991 è stata la 49ª edizione del torneo. La competizione è terminata il 22 maggio 1991. Il Panathīnaïkos ha vinto il trofeo per la dodicesima volta, battendo in finale l'Athinaikos.

## Fase a gruppi

### Gruppo 1
| Squadre            | Punti |
| ------------------ | ----- |
| Panathīnaïkos      | 7     |
| Apollōn Kalamarias | 5     |
| Diagoras           | 5     |
| Aris Nikea         | 2     |
| Panīleiakos        | 1     |

### Gruppo 2
| Squadre              | Punti |
| -------------------- | ----- |
| Paniōnios            | 8     |
| Ethnikos Asteras     | 4     |
| Anagennisi Kolindros | 3     |
| Lamia                | 3     |
| Odysseas Kordelio    | 2     |

### Gruppo 3
| Squadre               | Punti |
| --------------------- | ----- |
| Charafgiakos Iliopoli | 6     |
| Proodeftikī           | 5     |
| Pierikos              | 4     |
| Ethnikos Pireo        | 4     |
| PAS Giannina          | 1     |

### Gruppo 4
| Squadre          | Punti |
| ---------------- | ----- |
| Doxa Vyrona      | 6     |
| Arīs Salonicco   | 6     |
| Olympiakos Volos | 5     |
| Korinthos        | 3     |
| Aspis Xanthi     | 0     |

### Gruppo 5
| Squadre              | Punti |
| -------------------- | ----- |
| Athīnaïkos           | 8     |
| Panargeiakos         | 6     |
| Kastoria             | 3     |
| Anagennīsī Giannitsa | 2     |
| Atromītos            | 1     |

### Gruppo 6
| Squadre     | Punti |
| ----------- | ----- |
| Naoussa     | 7     |
| Īraklīs     | 6     |
| Trikala     | 3     |
| Acharnaïkos | 2     |
| Nikī Volo   | 2     |

### Gruppo 7
| Squadre             | Punti |
| ------------------- | ----- |
| Anagennīsī Karditsa | 5     |
| Ionikos             | 5     |
| GAS Veria           | 5     |
| Panaitōlikos        | 3     |
| Kallithea           | 2     |

### Gruppo 8
| Squadre         | Punti |
| --------------- | ----- |
| Olympiacos      | 8     |
| Panelefsiniakos | 4     |
| Kozani          | 4     |
| Chaïdari        | 3     |
| Kyriakios       | 1     |

### Gruppo 9
| Squadre      | Punti |
| ------------ | ----- |
| AEK Atene    | 6     |
| Panarkadikos | 3     |
| Mesolongi    | 2     |
| Preveza      | 1     |

### Gruppo 10
| Squadre             | Punti |
| ------------------- | ----- |
| Larissa             | 5     |
| Eordaikos           | 4     |
| Asteras Ambelokipon | 2     |
| Pontii Veria        | 1     |

### Gruppo 11
| Squadre     | Punti |
| ----------- | ----- |
| PAOK        | 6     |
| OFI Creta   | 4     |
| Makedonikos | 2     |
| Kalamata    | 0     |

### Gruppo 12
| Squadre      | Punti |
| ------------ | ----- |
| Panserraïkos | 5     |
| Edessaïkos   | 3     |
| Panachaïkī   | 2     |
| Sparta       | 2     |

### Gruppo 13
| Squadre         | Punti |
| --------------- | ----- |
| Apollōn Smyrnīs | 6     |
| Īlisiakos       | 4     |
| PAONE           | 2     |
| Thriamvos       | 0     |

### Gruppo 14
| Squadre      | Punti |
| ------------ | ----- |
| Skoda Xanthi | 5     |
| Kilkisiakos  | 4     |
| Egaleo       | 2     |
| Nigrita      | 1     |

### Gruppo 15
| Squadre      | Punti |
| ------------ | ----- |
| Rethymniakos | 4     |
| Doxa Dramas  | 3     |
| Kavala       | 3     |
| Chalkidona   | 2     |

### Gruppo 16
| Squadre             | Punti |
| ------------------- | ----- |
| Levadeiakos         | 4     |
| Olympiakos Loutraki | 4     |
| Irodotos            | 3     |
| Anagennisi Neapoli  | 1     |

## Sedicesimi di finale
| Squadra 1             | Totale      | Squadra 2           | Andata | Ritorno     |
| --------------------- | ----------- | ------------------- | ------ | ----------- |
| Īlisiakos             | 3 - 5       | Levadeiakos         | 1 – 1  | 2 - 4       |
| Larissa               | 1 - 1 (gfc) | Apollōn Smyrnīs     | 0 – 0  | 1 - 1 (dts) |
| Proodeftikī           | 1 - 7       | Panathīnaïkos       | 1 – 2  | 0 - 5       |
| Panarkadikos          | 4 - 6       | Kilkisiakos         | 4 – 1  | 0 - 5       |
| Edessaïkos            | 2 - 0       | Apollōn Kalamarias  | 1 – 0  | 1 - 0       |
| Charafgiakos Iliopoli | 0 - 5       | AEK Atene           | 0 – 3  | 0 - 2       |
| Olympiacos            | 2 - 3       | PAOK                | 2 – 0  | 0 - 3       |
| Ionikos               | 4 - 0       | Ethnikos Asteras    | 3 – 0  | 1 - 0       |
| Rethymniakos          | 3 - 3 (gfc) | Panargeiakos        | 2 – 0  | 1 - 3       |
| Panserraïkos          | 3 - 3 (gfc) | OFI Creta           | 3 – 1  | 0 - 2       |
| Athīnaïkos            | 5 - 2       | Arīs Salonicco      | 2 – 1  | 3 - 1       |
| Īraklīs               | 0 - 1       | Skoda Xanthi        | 0 – 0  | 0 - 1       |
| Olympiakos Loutraki   | 2 - 3       | Anagennīsī Karditsa | 2 – 0  | 0 - 3       |
| Panelefsiniakos       | 2 - 8       | Paniōnios           | 2 – 3  | 0 - 5       |
| Naoussa               | 3 - 4       | Doxa Dramas         | 2 – 4  | 1 - 0       |
| Doxa Vyrona           | 0 - 2       | Eordaikos           | 0 – 0  | 0 - 2       |

## Ottavi di finale
| Squadra 1     | Totale | Squadra 2           | Andata | Ritorno           |
| ------------- | ------ | ------------------- | ------ | ----------------- |
| Kilkisiakos   | 5 - 6  | Larissa             | 3 – 2  | 2 - 4             |
| OFI Creta     | 4 - 3  | AEK Atene           | 3 – 0  | 1 - 3             |
| Panathīnaïkos | 2 - 1  | Levadeiakos         | 2 – 1  | 0 - 0             |
| Skoda Xanthi  | 2 - 3  | PAOK                | 2 – 1  | 0 - 2             |
| Doxa Dramas   | 4 - 1  | Eordaikos           | 3 – 0  | 1 - 1             |
| Ionikos       | 4 - 4  | Edessaïkos          | 4 – 0  | 0 - 4 (5 – 4 dtr) |
| Athīnaïkos    | 5 - 1  | Anagennīsī Karditsa | 3 – 0  | 2 - 1             |
| Rethymniakos  | 1 - 6  | Paniōnios           | 1 – 3  | 0 - 3             |

## Quarti di finale
| Squadra 1  | Totale | Squadra 2     | Andata | Ritorno           |
| ---------- | ------ | ------------- | ------ | ----------------- |
| Paniōnios  | 2 - 2  | OFI Creta     | 2 – 0  | 0 - 2 (3 – 2 dtr) |
| Athīnaïkos | 3 - 0  | Doxa Dramas   | 2 – 0  | 1 - 0             |
| PAOK       | 3 - 2  | Larissa       | 3 – 0  | 0 - 2             |
| Ionikos    | 1 - 6  | Panathīnaïkos | 0 – 3  | 1 - 3             |

## Semifinali
| Squadra 1     | Totale | Squadra 2 | Andata | Ritorno |
| ------------- | ------ | --------- | ------ | ------- |
| Panathīnaïkos | 2 - 1  | PAOK      | 2 – 0  | 0 - 1   |
| Athīnaïkos    | 4 - 3  | Paniōnios | 3 – 0  | 1 - 3   |

## Finali

### Finale di andata
| Arbitro: | Kostas Dimitriadis (Il Pireo) |

|  |           |                                        |
|  | Marcatori | 70’ Kourbanas 78’ Warzycha 89’ Vlachos |

### Finale di ritorno
| Arbitro: | Meletis Voutsaras (Atene) |

|                             |           |                    |
| Saravakos 71’ Kourbanas 84’ | Marcatori | 45’ (rig.) Zotalis |